# Оружане снаге СФРЈ
Оружане снаге Социјалистичке Федеративне Републике Југославије (ОС СФРЈ) била су јединствена оружана сила Социјалистичке Федеративне Републике Југославије у саставу општенародне одбране чији је основни задатак био штитити независност, суверенитет, територијалну цјелокупоност и уставом утврђено друштвено уређење земље. Биле су носилац оружане борбе. Чиниле су их двије компоненте:
- Југословенска народна армија (ЈНА) — оперативни дио;
- Територијална одбрана (ТО) — контрола територије, стратешка резерва у оперативном дијелу на изабраним смјеровима.

Организовање и припремање Оружаних снага за успјешну одбрану земље је био саставни дио свеукупних припрема друштва за спријечавање агресије, оружану борбу и општенародни отпор у случају агресије. За организовање и припремање Оружаних снага биле су одговорне све Друштвено политичке заједнице (ДПЗ), Мјесне заједнице (МС) Организације удруженог рада (ОУР) и друге организације у оквиру права и дужности утврђених Уставом СФРЈ и Законом о народној одбрани. Јединство и недјељивост Оружаних снага било је осигурано јединственим класним и политичким циљевима, јединственом доктрином и стратегијом оружане борбе, врховним командовањем и руковођењем.